# Dolomedes straeleni
Dolomedes straeleni är en spindelart som beskrevs av Roewer 1955. Dolomedes straeleni ingår i släktet Dolomedes och familjen vårdnätsspindlar.
Artens utbredningsområde är Kongo. Inga underarter finns listade i Catalogue of Life.